# Mary Kay
Mary Kay, Inc. es una empresa privada estadounidense de venta directa. Según Direct Selling News, Mary Kay es la segunda compañía de ventas directas más grande del mundo en 2018, con ventas netas de 10,2 millones de dólares estadounidenses.

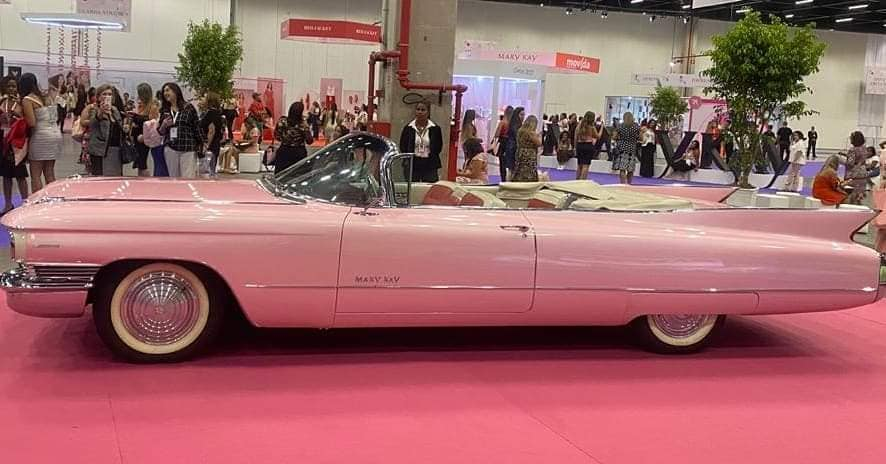
Mary Kay Pink Cadillac Convertible

Mary Kay tiene sus oficinas principales en Addison, Texas, en las afueras de Dallas. La compañía fue fundada por Mary Kay Ash en 1963.

## Modelo de negocios
Mary Kay vende cosméticos a través de un modelo de venta directa. Las distribuidoras y distribuidores de Mary Kay (llamados "consultoras y consultores de belleza") pueden potencialmente obtener ingresos vendiendo en forma directa a su comunidad, y también reciben un porcentaje de las ventas realizadas por personas que ellas reclutan para la red de distribución. Las distribuidoras de Mary Kay deben comprar un kit inicial para poder formar parte del sistema.
Como empresa privada, Mary Kay publica muy pocos detalles sobre el ingreso promedio de sus vendedoras. En 2005, Mary Kay reportó que sus ventas al por mayor en todo el mundo excedían los US$2 mil millones.
En 2010 los datos de ventas al por mayor alcanzaron US$2,5 mil millones.para comprender las ganancias de las Consultoras es importante saber que oscilan entre el 35 y el 45% sin contar la gran cantidad de ofertas especiales y productos de regalo.

### Plantas ensambladoras
La planta principal de la empresa está en Dallas, Texas. Una segunda planta fue abierta en Hangzhou, China para elaborar y empacar productos para ese mercado. Una tercera planta fue abierta en 1997 en La Chaux-de-Fonds, Suiza, para el Mercado Europeo. Se expandió a una planta más en España y México debido a la alta demanda.

### Automóviles
En 1968, Mary Kay Ash compró el primer Cadillac rosado de una autoventa de Dallas, en donde fue pintado nuevamente para que tenga el mismo color que el "Mountain Laurel Blush" en un compacto que llevaba Ash. El Cadillac sirvió como un medio de promoción móvil para el negocio. Al año siguiente, Ash recompensó a los cinco mejores vendedoras de la compañía con un Coupe de Ville de 1970 pintado en forma similar para cada uno de ellos. A lo largo de los años, GM ha pintado más de 100.000 automóviles personalizados para Mary Kay. El tono específico ha variado a lo largo de los años de goma de mascar a un perla casi blanco. GM tenía un acuerdo de exclusividad para vender vehículos con ese tono específico solo a través de Mary Kay. Los automóviles son ofrecidos a los distribuidoras con arrendamientos de dos años, y las distribuidoras que decidan comprarlos solo pueden volver a venderlos a través de autoventas autorizadas. Luego de que el arrendamiento se vence, los automóviles son vueltos a pintar de otro color para poder ser vendidos.
Mary Kay tiene diferentes niveles de incentivos para sus consultoras. Las Consultoras de Belleza Independientes (Independent Beauty Consultants) puede ganarse el uso de un Chevy Cruze blanco; en agosto de 2014 se introdujo la opción de la edición limitada del automóvil de color rojo también por tiempo limitado o una compensación de $375 dólares al mes por dos años. Las Directoras de Ventas Independientes (Independent Sales Directors) pueden escoger entre un Toyota Camry negro, un Chevy Equinox, o $500 dólares  al mes por dos años. Los Directores de Ventas de Élite (Top Independent Sales Directors) pueden escoger entre los Cadillac DTS o CTS rosados o una opción de efectivo de $1,100 dólares al mes por dos años.
Los requisitos específicos para obtener un automóvil dependen del país y del vehículo que se desea. El cumplir con los requisitos le dan derecho a la consultora el no tener que realizar los pagos mensuales y además Mary Kay cubre el 100% del seguro del automóvil, 100% de un seguro de vida, 100% de tenencia y un premio pre-determinado en efectivo.
En 2011, un Ford Mustang negro fue introducido como un posible incentivo. En 2014, un BMW negro lo reemplazó, aunque el Cadillac rosado continúa siendo el mayor beneficio para aquellos distribuidores que alcancen a vender $100.000 o más en un año junto con su equipo.

## Ingresos para los vendedores
Como empresa privada, Mary Kay Inc. no hace pública toda su información financiera. Hay muy poca información confiable sobre las ganancias que efectivamente reciben sus consultores.
Existen dos formas a través de las cuales los consulters en Mary Kay pueden ganar dinero: reclutando a otros consultores o realizando ventas al por menor.

### Ingresos por comisiones de reclutamiento
Los "Ingresos por comisiones de reclutamiento" reflejan las comisiones y los bonos que alguien gana de las compras al por mayor de las personas en los niveles más bajos. Esto no incluye los ingresos de ventas al por menor ni tampoco incluye ingresos de las herramientas de negocios de Mary Kay.
En febrero de 2010 Mary Kay (Canadá) reportó los siguientes ingresos por parte de su fuerza de ventas:
- 29.675 personas eran consultores durante ese año;
- 1.878 consultores ganaron más de 100 dólares canadienses en comisiones;
- 276 de los 553 directores de ventas ganaron más de 17.471 dólares canadienses en comisiones;
- 15 de los 23 directores nacionales ganaron más de 100.000 dólares en comisiones;

Para los directores nacionales de Mary Kay (USA), los ingresos medios brutos en 2006 fueron de 75.443 dólares estadounidenses (antes de descuentos).

### Volumen de ventas de consultores
Se ha calculado una cifra de facturación anual del 68,6 % con base en la información proporcionada por Mary Kay (EE. UU.) a la Comisión Federal de Comercio.
Se ha calculado una cifra de facturación anual del 85 % con base en los datos proporcionados por Mary Kay (Canadá). Ese documento excluye a las personas que ganan una comisión y están en la empresa durante menos de un año. También excluye a las personas que están en la empresa durante más de un año, pero no ganan un cheque de comisión.

## Conflictos legales

### Woolf vs Mary Kay Cosmetics
El caso de 2004 de Woolf v. Mary Kay Cosmetics, originalmente fue decidido a favor del demandante, Claudine Woolf. Este veredicto marcó la primera vez en la que los derechos del empleado en el lugar de trabajo podían ser aplicados a contratistas independientes que trabajaban desde sus hogares. Esta decisión se mantuvo, pero posteriormente fue revertida en una apelación. La Corte Suprema rechazó certiorari el 31 de mayo de 2005.
En este caso, Woolf había sido echada de su puesto como directora porque su unidad no había logrado producir nada en tres meses consecutivos.

## Pruebas en animales
En 1989 la compañía anunció un moratorio sobre las pruebas en animales para sus productos, luego de ser presionada por varios grupos de derechos de los animales. Fueron una de las primeras empresas en su industria en firmar el compromiso de PETA.